# Amastris singularis
Amastris singularis är en insektsart som beskrevs av Broomfield 1976. Amastris singularis ingår i släktet Amastris och familjen hornstritar. Inga underarter finns listade i Catalogue of Life.